# Station Karow (Meckl)
Station Karow (Meckl) is een spoorwegstation in de Duitse plaats Karow.  Het station werd in 1882 geopend. 